# آنا ديل ري
آنا ديل ري (بالإسبانية: Ana del Rey)‏ هي مغنية إسبانية، ولدت في 6 أبريل 1985 في لقنت في إسبانيا.

## وصلات خارجية
- الموقع الرسمي
- آنا ديل ري على موقع IMDb (الإنجليزية)
- آنا ديل ري على موقع قاعدة بيانات الفيلم (الإنجليزية)